# Lake Wazeecha
Lake Wazeecha es un lugar designado por el censo ubicado en el condado de Wood en el estado estadounidense de Wisconsin. En el Censo de 2010 tenía una población de 2.651 habitantes y una densidad poblacional de 258,74 personas por km².

## Geografía
Lake Wazeecha se encuentra ubicado en las coordenadas 44°22′20″N 89°45′14″O / 44.37222, -89.75389. Según la Oficina del Censo de los Estados Unidos, Lake Wazeecha tiene una superficie total de 10.25 km², de la cual 9.74 km² corresponden a tierra firme y (4.9%) 0.5 km² es agua.

## Demografía
Según el censo de 2010, había 2.651 personas residiendo en Lake Wazeecha. La densidad de población era de 258,74 hab./km². De los 2.651 habitantes, Lake Wazeecha estaba compuesto por el 98.15% blancos, el 0.19% eran afroamericanos, el 0.79% eran amerindios, el 0.49% eran asiáticos, el 0% eran isleños del Pacífico, el 0.11% eran de otras razas y el 0.26% pertenecían a dos o más razas. Del total de la población el 0.45% eran hispanos o latinos de cualquier raza.